# Rue du Chantre
La rue du Chantre est une ancienne voie de Paris qui était située dans l'ancien 4e arrondissement et supprimée lors de l'ouverture de la rue de Rivoli et des magasins du Louvre.

## Origine du nom
Elle porte ce nom en raison d'un chantre de la collégiale Saint-Honoré qui y faisait résidence.

## Situation
Située dans l'ancien 4e arrondissement, quartier Saint-Honoré, la rue du Chantre, d'une longueur de 101 mètres, commençait place de l'Oratoire et finissait aux 205-207, rue Saint-Honoré.
Les numéros de la rue étaient noirs. Le dernier numéro impair était le no 27 et le dernier numéro pair était le no 30.

## Historique
Cette voie, entièrement construite en 1250, portait déjà à cette époque le nom de « rue du Chantre ».
Elle est citée dans un manuscrit de l'abbaye Sainte-Geneviève de 1450 sous le nom de « rue du Chantre ».
En 1702, la voie, qui fait partie du quartier du Louvre, comporte 25 maisons et 6 lanternes.
Une décision ministérielle du 18 pluviôse an X (7 février 1802), signée Chaptal, fixe la moindre largeur de cette voie publique à 8 mètres.
Par la suite, une grande partie de cette voie publique a été démolie pour faciliter l'exécution de la grande galerie septentrionale qui réunit le Louvre aux Tuileries, avant de disparaitre totalement, vers 1855, lors de l'ouverture de la rue de Rivoli et de la construction des magasins du Louvre.

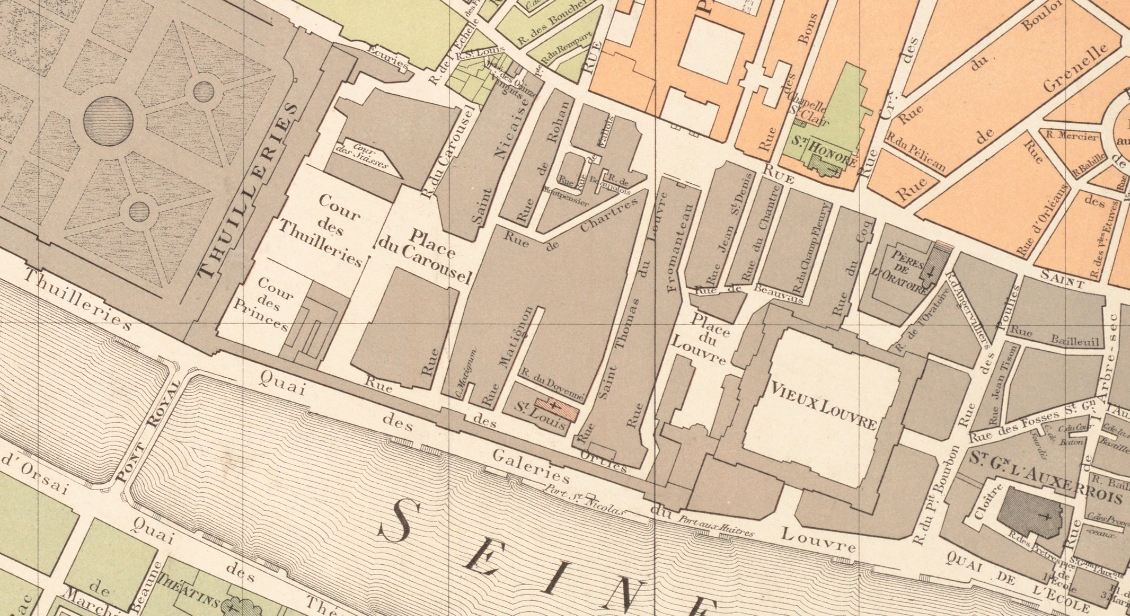
Le quartier du Louvre-Tuileries- Palais-Royal avant les travaux.